# Paul Provenza

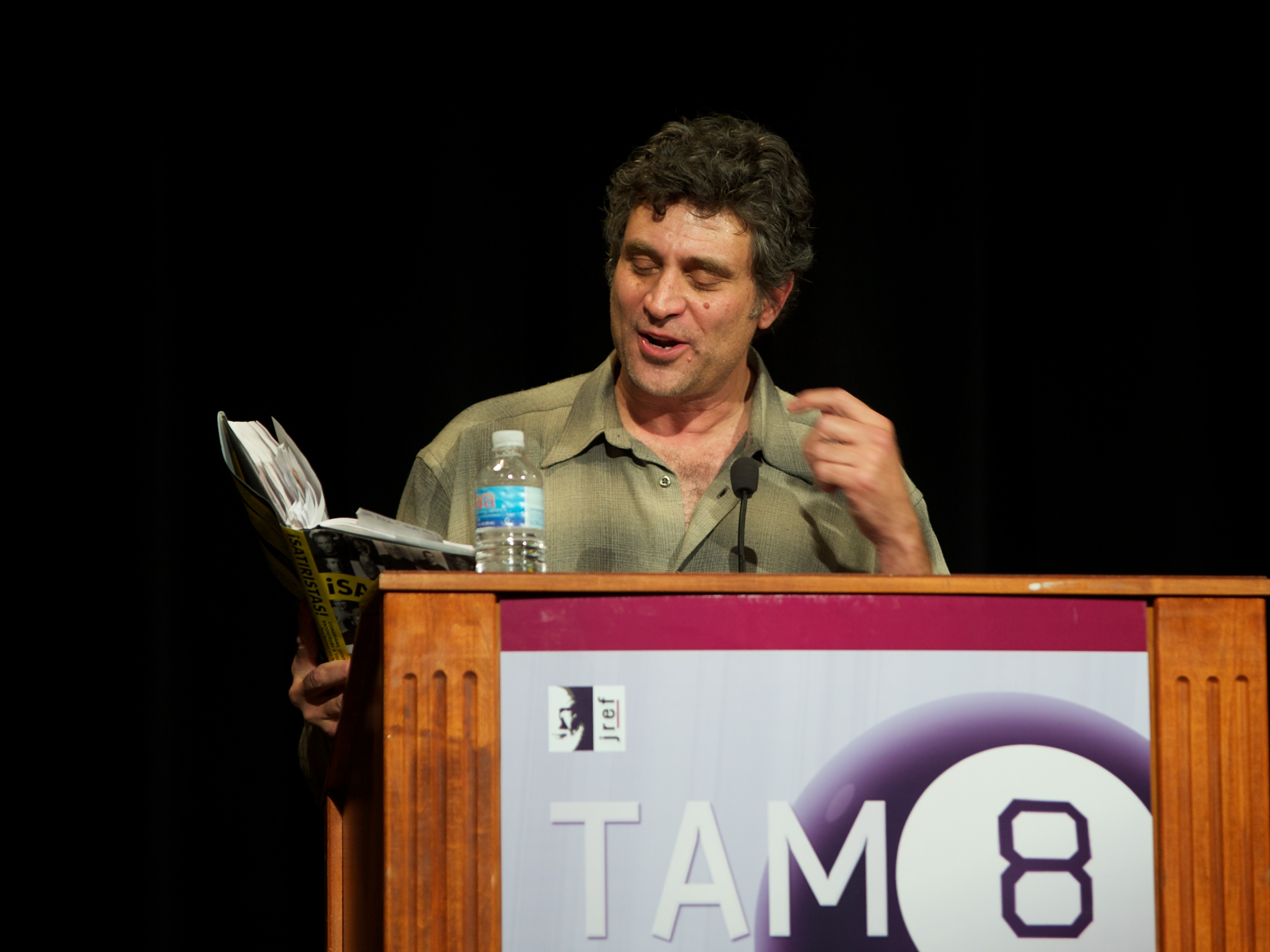
Paul Provenza

Paul Provenza est un acteur et réalisateur américain, né le 31 juillet 1957. 
Sceptique engagé, il réside et travaille à Los Angeles.

## Carrière et vie privée

### Athéisme
Paul Provenza fut maître de cérémonies lors du Reason Rally de 2012, à Washington, DC.

## Filmographie
- Pursuit of Happiness - David Hanley (1987-88)
- Drôle de vie - Casey Clark (1987-88)
- Kids Court - Host (1988)
- Comics Only - Host (1991)
- Empty Nest - Patrick (1992-1993)
- Bienvenue en Alaska - Dr. Phillip Capra (1994)
- Phobophilia: The Love of Fear (1995)
- Sabrina, l'apprentie sorcière - Ethan (1996)
- Beggars and Choosers - Parker Meridian (1999-2000)
- À la Maison-Blanche - Steve Onorato (2000)
- Fixing Frank - Jonathan Baldwin (2002)
- The Aristocrats - producteur, directeur, éditeur (2005)
- The Green Room with Paul Provenza - Host (2010-present)